# Мондзе (община)
Мондзе (нем. Mondsee) — ярмарочная община (нем. Marktgemeinde) в Австрии, в федеральной земле Верхняя Австрия неподалёку от границы с федеральной землёй Зальцбург.

## Общие сведения
Входит в состав округа Фёклабрукк. Население составляет 3307 человек (на 31 декабря 2005 года). Занимает площадь 16,62 км². Официальный код — 4 17 15.
Мондзее находится в 25 километрах к востоку от Зальцбурга, у северо-восточной оконечности озера Мондзее.
Через населённый пункт проходит шоссе Зальцбург — Линц — Вена, железной дороги в Мондзее нет.

## История
На берегах живописного озера люди селились с доисторических времён как показали археологические раскопки XIX века, открывшие культуру свайных построек периода неолита. Культура Мондзее погибла в результате цунами, вызванного оползнем.
История посёлка берёт начало с 748 года, когда на берегу озера Мондзее был основан бенедиктинский монастырь Манинзео, первый монастырь на территории Верхней Австрии. В 788 году здесь была создана первая австрийская рукописная псалтырь, в 800 году в монастыре был выполнен перевод Библии на старонемецкий язык.
В 1791 году монастырь был закрыт и перестроен в замок. В наши дни от монастыря остались главная достопримечательность Мондзее — церковь св. Михаила, а также несколько зданий, в которых сейчас находятся краеведческий музей и музей свайных построек.

## Достопримечательности

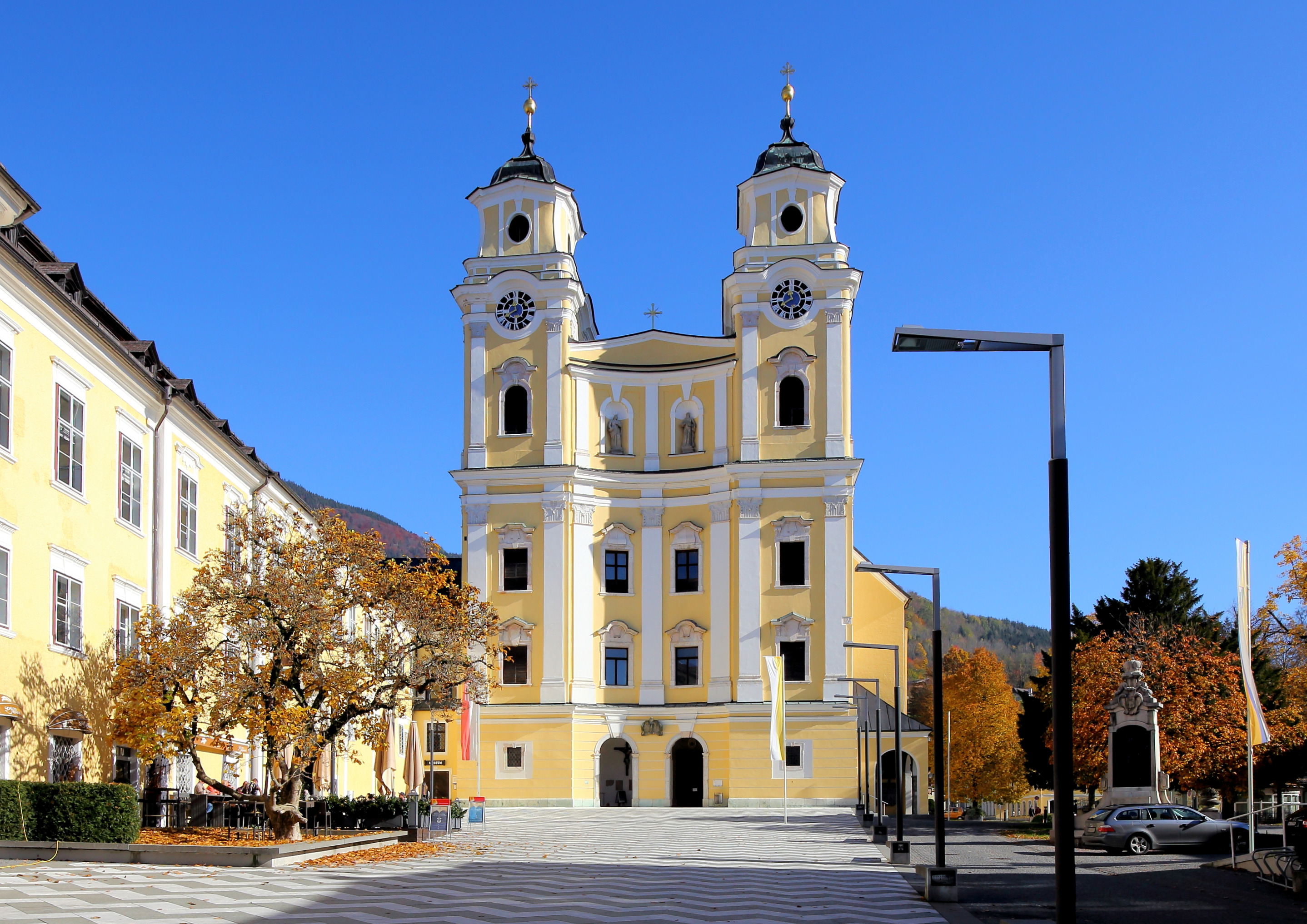
Церковь св. Михаила

Церковь св. Михаила — перестроена из древней романской церкви в конце XV века в стиле поздней готики, в 1730 году добавлен барочный фасад.

## Политическая ситуация
Бургомистр общины — Отто Мирль (АНП) по результатам выборов 2003 года.
Совет представителей общины (нем. Gemeinderat) состоит из 25 мест.
- АНП занимает 15 мест.
- СДПА занимает 5 мест.
- АПС занимает 3 места.
- другие: 2 места.